# Thaanumella
Thaanumella là một chi động vật chân bụng trong họ Assimineidae. 
Nó gồm các loài:
- Thaanumella angulosa
- Thaanumella cookei